# Riu Txaghan
El riu Txaghan (Čaghan Rud, també Čaghan Rodh) és el setè i darrer afluent per la dreta del riu Amudarià. Està situat una mica a l'oest del sisè afluent, el Kafirnihan, amb el qual de vegades va ser confós.
Neix a les muntanyes Buttam al nord de la regió de Txaghaniyan, passa per l'antiga vila del mateix nom, moderna Denaw, i altres viles menors i desaigua al riu Amudarià no gaire lluny de Tirmidh.
Ja fou esmentat amb el mateix nom al Hudu al-alam i per Sharaf al-Din Yazdi. Modernament la part superior s'anomena Kara Tagh Darya i més avall de Denaw porta el nom de Surkhan.